# Centro documentazione Amedeo Modigliani
Il Centro documentazione Amedeo Modigliani è ubicato in Colle di Val d'Elsa.
La sua attività, oltre a proporre mostre ed eventi dedicati principalmente ai maestri del novecento, ha come intento principale quello di riportare Amedeo Modigliani alle sue origini italiane. Il centro usufruisce anche di una biblioteca di volumi sull'artista, sui maestri del passato che lo ispirarono, sui Macchiaioli dai quali lui derivò, su Guglielmo Micheli al cenacolo del quale iniziò la sua carriera, sui suoi contemporanei tanto della cerchia parigina quanto di quella livornese. Uno dei fondatori del Centro documentazione Amedeo Modigliani è lo storico dell'arte italiano Gregorio Rossi. Attualmente è diretto da Carlo Rettori che si avvale della Curatela di Alessandro Schiavetti .Dalla sua fondazione, sono stati esposti presso l'istituzione artisti contemporanei e quelli che furono i più grandi artisti del 900: Llewelyn Lloyd, Gino Romiti, Manlio Martinelli, Renato Natali, Guglielmo Micheli, Aristide Sommati, Benvenuto Benvenuti, Oscar Ghiglia.